# Gasumo (periodiskt vattendrag i Burundi, Ruyigi)
Gasumo är ett periodiskt vattendrag i Burundi.   Det ligger i provinsen Ruyigi, i den centrala delen av landet, 110 kilometer öster om huvudstaden Bujumbura.
I omgivningarna runt Gasumo växer huvudsakligen savannskog. Runt Gasumo är det ganska tätbefolkat, med 144 invånare per kvadratkilometer.